# Gouy-sous-Bellonne
Gouy-sous-Bellonne é uma comuna francesa na região administrativa de Altos da França, no departamento de Pas-de-Calais. Estende-se por uma área de 5,47 km². Em 2010 a comuna tinha 1 392 habitantes (densidade: 254,5 hab./km²).